# 에리크 두름
에리크 두름(독일어: Erik Durm ˈʔeːʁɪk ˈdʊʁm[*]; 1992년 5월 12일; 라인란트팔츠주 피르마젠스 ~) 은 독일의 은퇴한 축구 선수로, 풀백으로 활약했다. 2013년 8월 10일, 두름은 아우크스부르크전에서 BVB 소속으로 분데스리가 데뷔전을 치르었다.

## 클럽 경력

### 초기 경력
두름은 1998년, 리슈바일러의 유소년 아카데미에서 클럽 축구를 시작하였고, 2008년에 자르브뤼켄의 아카데미에 합류하여 2009-10 시즌에는 13골로 유소년 리그 득점왕에 오르기도 하였다. 2010년 7월, 두름은 마인츠 05의 아카데미로 진학하여 2010-11 시즌의 유소년 독일 컵 우승을 거두었고, 2010년 12월 4일에는 레기오날리가의 엘버스버그와의 마인츠 05 2군 경기에서 2010-11 시즌의 경기를 처음이자 마지막으로 치르었다.
2011-12 시즌에, 두름은 마인츠 05의 2군 경기에서 성공을 거두었는데, 마인츠 05 2군의 첫 10경기에서 7골을 득점하였다. 두름은 아인트라흐트 프랑크푸르트 2군과 펼친 7라운드 경기에서 2골을 넣으며 팀의 3-0 원정 승리에 일조하였다. 2011-12 시즌의 전반기동안 9골을 득점한 후, 두름은 시즌 후반기에 4골을 추가하였고, 2012년 1월에는 마인츠 05와 도르트문트가 모두 프로 계약 제의를 하였으나, 두름은 마인츠 05의 제의를 기각하고 BVB와 계약하였다.

### 도르트문트
2012-13 시즌, 두름은 도르트문트와 2014년 6월까지 계약하였고, 3. 리가의 도르트문트 II 경기에 첫 선을 보였다. 2012년 7월 21일, 2012-13 시즌 3. 리가 경기에서, 두름은 3. 리가의 오스나브뤼크와의 경기에서 도르트문트 II 데뷔전을 치르었다. 2013년 5월 18일, 두름은 1-0으로 이긴 슈투트가르트 2군과의 2012-13 시즌 3. 리가의 38라운드 마지막 경기에 출전하였다.
2013년 8월 10일, 2013-14 시즌 분데스리가에서, 두름은 도르트문트 1군에 첫 선을 보였고, BVB 소속으로 분데스리가 데뷔전을 치르었는데; 그는 로베르트 레반도프스키와 87분에 교체되어 4-0으로 이긴 아우크스부르크와의 경기에 출전하였다. 2013년 10월 1일, 두름은 프랑스 클럽 마르세유와의 경기에서 UEFA 챔피언스리그 데뷔전을 치르었고, 팀은 3-0으로 이겼다.

### 허더즈필드 타운
2018년 7월 13일, 허더즈필드 타운에 이적하였다.

### 아인트라흐트 프랑크푸르트
2019년 7월 3일, 아인트라흐트 프랑크푸르트에 입단했다.

## 국가대표팀 경력
2011년 두름은 독일의 U-19 국가대표팀과 U-20, 국가대표팀에서 동시에 활약하였고; 2011년 5월 31일에는 3-0으로 이긴 헝가리 U-19 국가대표팀과의 독일 U-19 국가대표팀 경기에 데뷔하였고, 이 경기에서 두름은 2골을 삽입하였다. 2011년 11월 12일, 두름은 폴란드 U-20 국가대표팀과의 경기에서 독일 U-20 국가대표팀 첫 경기를 치르었다. 2013년 8월 13일, 두름은 프랑스 U-21 국가대표팀과의 경기에서 독일 U-21 국가대표팀 경기에 첫 출전하였고, 두 팀은 득점없이 비겼다. 그는 2014년 6월 1일, 2-2로 비긴 카메룬과의 경기에서 독일 국가대표팀 데뷔전을 치르었고, 팀은 2-2 무승부를 거두었다.

## 경력 통계

### 클럽
2014년 2월 24일 기준
| 클럽       | 시즌      | 리그 | 리그 | 컵1  | 컵1 | 기타2 | 기타2 | 대륙3 | 대륙3 | 합계 | 합계 |
| 클럽       | 시즌      | 출장 | 골   | 출장 | 골  | 출장  | 골    | 출장  | 골    | 출장 | 골   |
| ---------- | --------- | ---- | ---- | ---- | --- | ----- | ----- | ----- | ----- | ---- | ---- |
| 도르트문트 | 2013–14   | 13   | 0    | 2    | 0   | 0     | 0     | 3     | 0     | 18   | 0    |
| 도르트문트 | 합계      | 13   | 0    | 2    | 0   | 0     | 0     | 3     | 0     | 18   | 0    |
| 경력 합계  | 경력 합계 | 13   | 0    | 2    | 0   | 0     | 0     | 3     | 0     | 18   | 0    |

1DFB-포칼 포함.
2DFL-슈퍼컵 포함.
3UEFA 챔피언스리그 및 UEFA 유로파리그 포함.